# Wyblin jednolistny

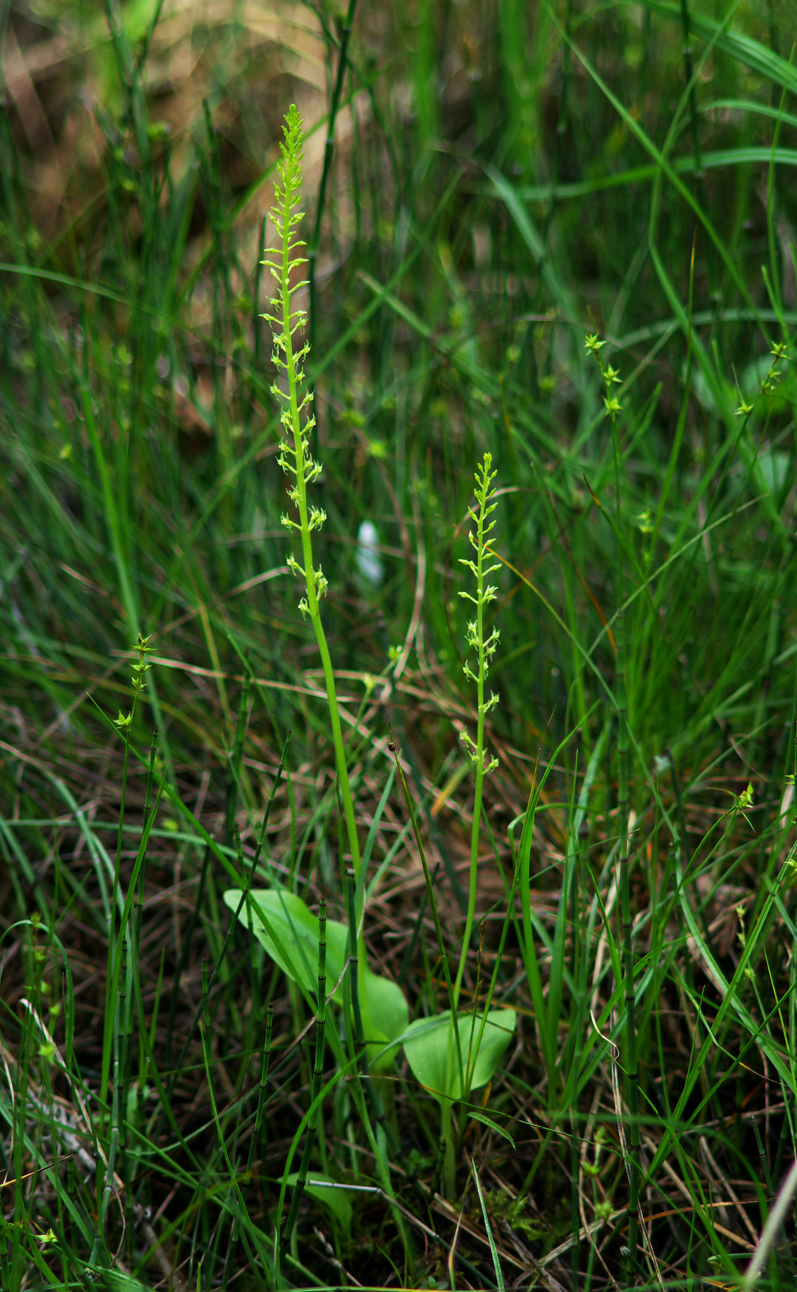
Pokrój

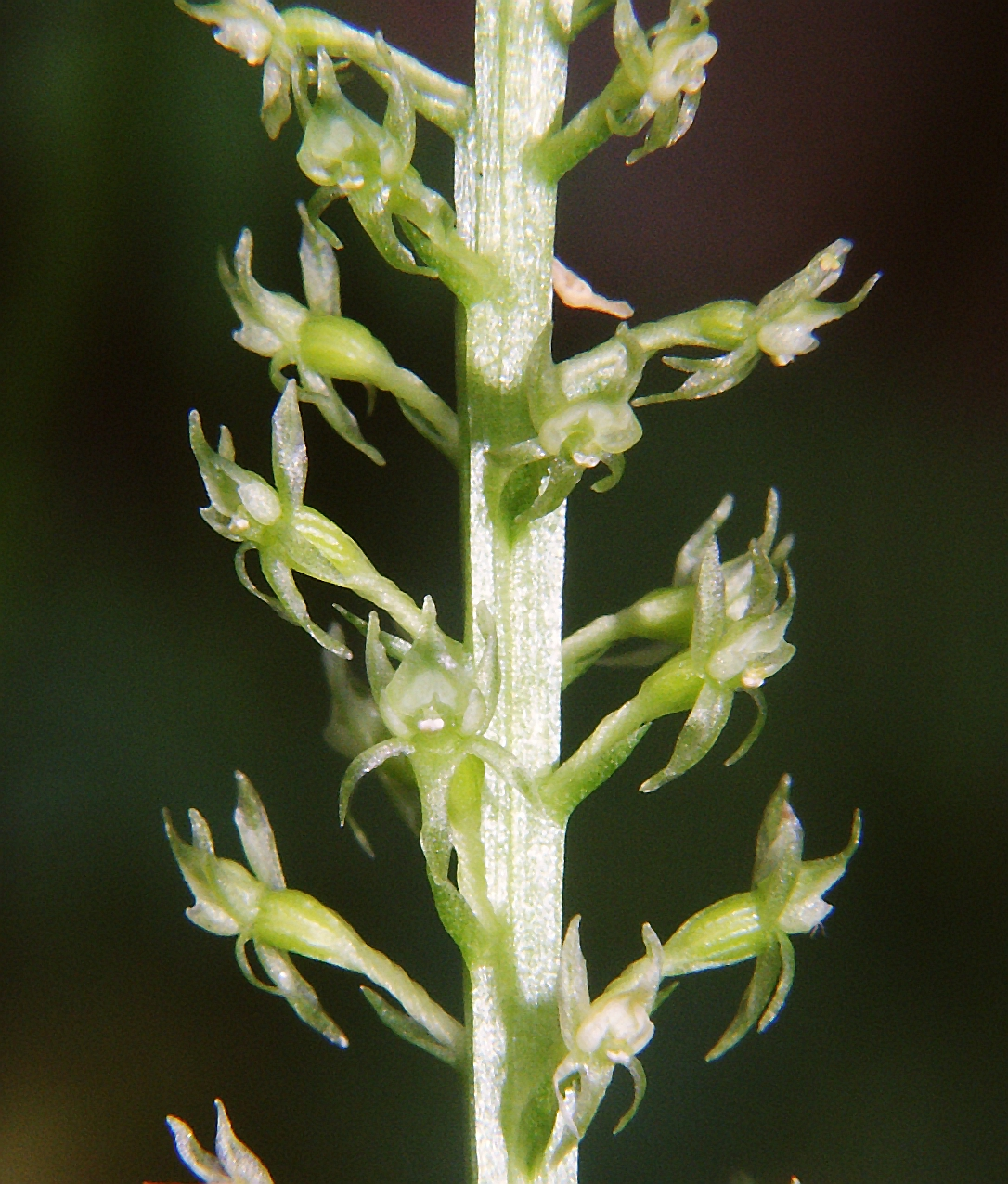
Kwiatostan

Wyblin jednolistny (Malaxis monophyllos (L.) Sw.) – gatunek rośliny z rodziny storczykowatych (Orchidaceae). Występuje w północnej części Ameryki Północnej i Eurazji. W Polsce rzadko w Karpatach i na Pomorzu, bardzo rzadki w innych częściach kraju.

## Rozmieszczenie geograficzne
Gatunek okołopolarny i borealno-górski. Występuje w północnej części Ameryki Północnej i Eurazji. W południowej części zasięgu głównie w obszarach wyżynno-górskich. W Polsce znany jest z około 300 stanowisk, które znajdują się na dwóch obszarach oddzielonych dysjunkcją. Pierwszy z tych obszarów znajduje się w północnej części kraju i obejmuje Pobrzeże Bałtyckie i Pojezierze Bałtyckie. Drugi obszar obejmuje wyżynno-górską południową część kraju. W Karpatach podany został z około 60 stanowisk, ale połowa z nich jest już wymarła. Podawany był tutaj na następujących stanowiskach:
- w Tatrach. Tu podano największą liczbę stanowisk i wszystkie, poza jednym są współcześnie potwierdzone
- na Pogórzu Śląskim podawany był na licznych stanowiskach, jednak w 2008 r. istniało tylko jedno na Jasieniowej Górze
- w Beskidzie Żywieckim: 6 aktualnych stanowisk w Grupie Pilska, Paśmie Babiogórskim i Paśmie Policy
- w Pieninach po 2000 r. na 5 stanowiskach, ponadto na 4 stanowiskach w Skalicach Nowotarskich
- w Dołach Jasielsko-Sanockich i przylegającym do niego Beskidzie Niskim - 4 stanowiska
- na Pogórzu Ciężkowickim we Wróblowicach
- w Bieszczadach jedno stanowisko z lat 70. XX wieku
- w Gorcach po raz ostatni obserwowany w latach 60. XX wieku, w Beskidzie Sądeckim w latach 20. XX wieku.

## Morfologia
PokrójNiepozorna, zielona i wysmukła bylina osiągająca zazwyczaj kilkanaście, rzadko do 30 cm wysokości, z groniastym kwiatostanem walcowatego kształtu.
ŁodygaU podstawy łodygi znajduje się nibybulwka 1 cm długości.
LiścieU dołu łodygi pochwiaste, łuskowate. Nad liśćmi łuskowatymi wyrasta jeden, (rzadko dwa) liść asymilacyjny, jajowaty do eliptycznego, z pochwiastą nasadą. Ma od 3–10 cm długości.
KwiatySkupione w liczbie od 17 do 80 w luźnym, groniastym kwiatostanie o długości 4,5–15 cm. Kwiaty niepozorne, drobne, żółtozielone. Przysadki mają długość 2,5–43 mm, szerokość 0,6–0,8 mm i przylegają do zalążni. Dwa boczne listki w zewnętrznym okółku okwiatu lancetowate i zwrócone do góry, środkowy do dołu. Dwa listki okółka wewnętrznego lancetowate i odgięte do tyłu. Warżka ma długość 2–3, szerokość 1,7–2,2 mm, jest skierowana do góry i nie posiada ostrogi. Jej nasada ma brzegi zagięte do środka a wewnątrz wytworzonej w ten sposób miseczki znajduje się nektar. Rostellum wraz z uczepkiem znajduje się w zatoczce między dwoma ząbkami. Pyłkowiny cztery.
OwocJajowata torebka o długości 7,9,5, szerokości 2,5–3 mm, wyrastająca na wzniesionej szypule o długości 2–3 mm.

## Biologia i ekologia
RozwójBylina, Geofit. Pęd rozwija się w kwietniu. Kwiatostan pojawia się w czerwcu i od razu wtedy też zaczynają kwitnąć pierwsze (najniższe) kwiaty. Kwitnienie trwa do sierpnia. Nasiona wysiewają się na przełomie sierpnia i września. Rozmnaża się zarówno z nasion jak i wegetatywnie.
SiedliskoNa terenach górskich rośnie w murawach nawapiennych w piętrze regla dolnego (maksimum wysokościowe znajduje się w Tatrach na 1220 m n.p.m.). Na niżu gatunek ten związany jest z torfowiskami niskimi i przejściowymi. Notowany jest także w wilgotnych lasach liściastych i w borach sosnowych. Na stanowiskach rośnie zwykle kilka-kilkanaście egzemplarzy, jedynie na Wyżynie Śląskiej występują bardziej liczne populacje, składające się nawet z setek roślin.
GenetykaLiczba chromosomów 2n = 28. Oprócz typowej formy gatunek posiada dwie odmiany:
- Malaxis monophyllos var. brachypoda (A.Gray) P.Morris & Eames – występuje w Ameryce Północnej
- Malaxis monophyllos var. obtusa Tsukaya & H.Okada – występuje w Nepalu

## Zagrożenia i ochrona
Gatunek objęty w Polsce ścisłą ochroną gatunkową. Stopień zagrożenia jest różny w różnych częściach kraju. Zagrożeniem dla gatunku jest osuszanie torfowisk i lasów wilgotnych, regulacje hydroteniczne brzegów rzek i potoków górskich, wprowadzanie drzew iglastych na siedliskach żyznych lasów liściastych, a także naturalne procesy zarastania drzewami i krzewami jego siedlisk.
Kategorie zagrożenia w skali kraju:
- Kategoria zagrożenia w Polsce według Czerwonej listy roślin i grzybów Polski (2006, 2016)[12][13]: VU (narażony).
- Kategoria zagrożenia w Polsce według Polskiej Czerwonej Księgi Roślin (2001): LR (niskie ryzyko zagrożenia); 2014: NT (bliski zagrożenia)[14].